# Duel en enfer (novela)
Duel en enfer: Sherlock Holmes contre Jack l'Éventreur (Duelo en el infierno: Sherlock Holmes contra Jack el Destripador) es una novela de Bob García publicada en noviembre de 2008 por Éditions du Rocher.
El escritor ha imaginado una investigación llevada a cabo por Sherlock Holmes en 1888, con la finalidad de identificar al célebre asesino conocido con el pseudónimo de Jack el Destripador. Es gracias al diario íntimo del Doctor Watson, fiel cronista en la ficción de las aventuras del famoso detective, que el lector puede descubrir la evolución y el resultado de esta investigación.

## Vínculos con el caso de «Jack el Destripador»

### Elementos evocados en la investigación
En esta novela no todo es ficción. Sherlock Holmes es allí enfrentado a circunstancias y hechos que verdaderamente formaron parte del asunto de « Jack el Destripador » en 1888, por lo que casi podría decirse que se trata de una novela histórica. De todas maneras, la mayoría de los elementos que los ripperólogos consideran como indicios y hechos con un vínculo directo con el caso, en la novela son frecuentemente considerados por Holmes como falsas pistas.
En efecto, en este marco Holmes concluye que el asesinato de Elizabeth Stride habitualmente atribuido al « asesino de Whitechapel » fue en realidad cometido por otra persona, sin vínculo directo con el asesino en serie. Además, la inscripción encontrada en un muro de Goulston Street la noche de la muerte de Elizabeth Stride y de Catherine Eddowes, que aún es discutida en el seno de la comunidad de ripperologos, también es considerada por el detective de ficción como un falso indicio. Asimismo, el pedazo de pollera encontrado al pie de esa inscripción también es considerado por Holmes como sin relación con el caso, lo que resulta muy poco probable en la realidad, ya que en el curso de la verdadera investigación de la época fue bien establecido que dicho género pertenecía al atuendo que realmente llevaba Eddowes cuando fue asesinada.
Por su parte, la carta « Dear Boss » firmada « Jack el Destripador » de la que tanto se ha hablado, desde fin de septiembre de 1888, es considerada en la novela como un engaño de un periodista de nombre « Thomas Bulling » . Se recuerda que en nuestros días, la tesis según la cual Bulling sería el autor de la citada carta, es generalmente aceptada por quienes se interesan en estas cuestiones. Asimismo y en la novela, la carta « From Hell » también es considerada como una broma de mal gusto pergeñada por una persona con algún tipo de alteración o de retardo, lo cual coincide con lo que generalmente establecen los estudios serios sobre los hechos de 1888.

### Teoría sobre la identidad del asesino en serie
En la novela, Bob García pone en valor una tesis raramente evocada en relación con la identidad del asesino en serie llamado « Jack the Ripper ». En efecto, luego que Holmes hubo recopilado datos y realizado investigaciones sobre ciertos sospechosos realmente involucrados con el caso (por ejemplo, John Pizer o la banda de rufianes Old Nichol Gang), el detective terminó por descubrir que el asesino era un adolescente cuya verdadera identidad era prácticamente imposible de determinar con exactitud.
La historia particularmente sórdida de este joven muchacho, proporciona en la novela un motivo plausible para cometer esos crímenes horrendos. En efecto, apúntese que su padre sucumbió a una grave enfermedad cuando su hijo contaba apenas con unos pocos años de edad. Por su parte su madre, sin recursos, entonces se vio obligada a alojarse en compañía de su hijo y de su hija en un edificio londinense que no fue otro que un burdel. Obviamente para poder subsistir y pagar el alquiler, esta mujer no tuvo otra opción que prostituirse, obligando luego a sus jóvenes hijos a seguir por el mismo camino.
Pero tal vez el real suceso que vino a traumatizar definitivamente al pobre muchacho, al punto de convertirlo más tarde en un brutal asesino, se desarrolló repentinamente durante una determinada noche, en la bodega de aquella casa de complacencia. En efecto, la madre de aquel niño entonces estaba embarazada, y la encargada del lugar decidió que lo mejor era hacerla abortar, pero por total desubicación o simple gusto por el horror, este aborto forzado se desarrolló de una manera brutal e inhumana. El bajo vientre de la mujer fue cortado para así recuperar al feto en formación, y sin recurrir en este procedimiento a lo que son las vías naturales. Y el muchacho, consternado, asistió a esta terrible escena, que no tuvo otro resultado que la muerte de la desdichada por causa de esta operación sumaria hecha sin la debida asepsia.
Poco tiempo después de estos hechos, los dos niños lograron escaparse del burdel, y luego, el muchacho finalmente fue acogido en un ambiente familiar donde lo consideraron como un hijo. Pero a pesar de esas mejores condiciones junto a estos padres adoptivos, la infancia traumatizante y desgraciada pesó grandemente en el adolescente y en el adulto joven, a tal punto de sufrir un incontrolable deseo de venganza, que lo impulsaba a matar y luego a despanzurrar a prostitutas del barrio de Whitechapel, de una manera similar a lo que su madre debió pasar en aquella noche terrible.
Cuando Holmes finalmente logró terminar su investigación identificando a aquel jovencito como al asesino en serie, éste se encontraba entre la vida y la muerte, pues su padre adoptivo decidió eliminarlo tras descubrir las terribles actividades nocturnas de su pupilo. Al menos en la novela, el muchacho murió antes que el detective pudiera obtener de él más informaciones o una confesión formal. Y al preguntar a los padres adoptivos sobre la verdadera identidad de aquel que alojaron y protegieron durante varios años, estos confesaron que no lo sabían con exactitud, pues por lo vivido, el muchacho guardaba una prudente reserva. Así pues, la identidad exacta del asesino no pudo ser jamás confirmada, según la trama desarrollada por Bob García.

## Alusión a la SSHF
Bob García deslizó en su novela una referencia a la Société Sherlock Holmes de France - SSHF (Sociedad Sherlock Holmes de Francia), de la cual el nombrado es miembro. En efecto, en la página 318 de la edición original, Holmes y Watson necesitan una falsa identidad, y el detective explica a Watson que se hará pasar por un tal « Terry Saint Johns ». Poco después, en la página 323, Watson interroga a su amigo sobre el origen de ese falso nombre, y el detective explica que inventó esta identidad basándose en el nombre de uno de sus primos franceses llamado Thierry Saint-Joannis. En realidad, Thierry Saint-Joannis es el nombre del presidente de la citada "Société Sherlock Holmes de France".

## Ediciones de la novela
Hasta la fecha, dos ediciones de esta historia se editaron en francés, según el siguiente detalle:
- Éditions du Rocher: noviembre de 2008
- J'ai lu (poche): febrero de 2010